# Zygmunt Zagórowski
Zygmunt Stanisław Zagórowski (ur. 2 maja 1886 w Nowym Targu, zm. 1944 w Warszawie) – polski nauczyciel, urzędnik oświatowy.

## Życiorys
Zygmunt Stanisław Zagórowski urodził się 2 maja 1886 w Nowym Targu jako syn Wojciecha i Marii. Studiował na Uniwersytecie Jagiellońskim oraz Uniwersytecie Ludwika i Maksymiliana w Monachium.
Rozporządzeniem C. K. Rady Szkolnej Krajowej z 19 lipca 1909 jako kandydat stanu nauczycielskiego został mianowany zastępcą nauczyciela w C. K. Gimnazjum w Gorlicach z ważnością od 1 września 1909 (tego dnia złożył przysięgę służbową). Uczył tam języka łacińskiego i języka polskiego. Od 28 grudnia 1909 do końca czerwca 1910 był na urlopie celem poratowania zdrowia. Rozporządzeniem z 22 lipca 1911 otrzymał posadę nauczyciela w C. K. Gimnazjum w Trembowli i jednocześnie został przydzielony do C. K. I Wyższego Gimnazjum w Nowym Sączu. Uczył tam języka polskiego i języka niemieckiego, był założycielem i zawiadowcą szkolnej kasy oszczędności uczniów oraz kierownikiem kółka literackiego. Reskryptem z 21 stycznia 1913 otrzymał stałą posadę rzeczywistego nauczyciela w nowosądeckim gimnazjum z dniem 1 lutego 1913, a od 10 maja 1913 przebywał na sześciotygodniowym urlopie udzielonym dla celów naukowych. 7 października 1913 został zatwierdzony w zawodzie nauczycielskim i otrzymał tytuł c. k. profesora. W styczniu 1914 uzyskał stopień naukowy doktora filozofii na Uniwersytecie Jagiellońskim. 11 kwietnia 1914 został przydzielony do służby w C. K. Rady Szkolnej Krajowej we Lwowie. Po śmierci dyrektora C. K. I Gimnazjum w Tarnopolu, Maurycego Maciszewskiego, w połowie 1917 został powołany na jego następcę, jednak posady nie objął z uwagi na przydzielenie do C. K. Rady Szkolnej Krajowej, gdzie pozostawał pomocnikiem pedagogicznym do 1918.
Po odzyskaniu przez Polskę niepodległości został urzędnikiem oświaty II Rzeczypospolitej. Na początku lat 20. w charakterze wizytatora był kierownikiem (naczelnikiem) Wydziału Administracyjnego oraz p.o. dyrektora Departamentu II Szkolnictwa Średniego w Ministerstwie Wyznań Religijnych i Oświecenia Publicznego. 24 kwietnia 1924 w Warszawie uczestniczył w pierwszym ogólnopolskim Zjeździe Nauczycieli-Polonistów. W 1924 był równolegle nauczycielem języka niemieckiego w Wyższej Szkole Handlowej w Warszawie. Wykładał też język niemiecki w Wyższej Szkole Dziennikarskiej w Warszawie. W 1926 był członkiem komisji do oceny książek do czytania dla młodzieży szkolnej. Został kierownikiem Departamentu Szkolnictwa Średniego MWRiOP. Działał jako kurator fundacji Domu Akademiczek w Warszawie. Publikował opracowania, artykuły i recenzje z zakresu historii literatury oraz szkolnictwa na łamach czasopism literackich i pedagogicznych w latach 1912–1936. Ponadto w latach 20. wydał dwa roczniki dotyczące szkolnictwa średniego w Polsce. Pełnił funkcję sekretarza komisji terminologii morskiej Polskiej Akademii Umiejętności. Do 1939 był urzędnikiem Departamentu Nauki i Szkół Wyższych MWRiOP.
Od 4 lipca 1910 był żonaty z Julią z domu Boziewicz. Zginął w pierwszych dniach powstania warszawskiego rozstrzelany przy ul. Marszałkowskiej 21. W 1949 został formalnie uznany za zmarłego przez Sąd Grodzki w Warszawie.

## Publikacje
- Spis nauczycieli szkół wyższych, średnich, zawodowych, seminarjów nauczycielskich oraz wykaz zakładów naukowych i władz szkolnych (1924)
- Spis nauczycieli szkół wyższych, średnich, zawodowych, seminarjów nauczycielskich oraz wykaz zakładów naukowych i władz szkolnych. R. 2 (1926)[32]
- Johann Wolfgang von Goethe: Cierpienia młodego Wertera (1922, opracowanie)
- Johann Wolfgang von Goethe: Herman i Dorota (1928, opracowanie)

## Ordery i odznaczenia
- Złoty Krzyż Zasługi (11 listopada 1936)[33]
- Złoty Krzyż Zasługi Cywilnej z Koroną (przed 1918, Austro-Węgry)[17]